# Otto Roche
Otto Roche (* 30. Juni 1929 in Neisse, Schlesien; † 13. November 1999 in Wuppertal) war ein deutscher Gymnasiallehrer.

## Leben
Nach seinem Studium in Leipzig, Erlangen und Köln wurde er Referendar in Wuppertal. Danach unterrichtete er als Gymnasiallehrer für Deutsch und Geschichte am Carl-Duisberg-Gymnasium. Im Jahre 1961 gründete er anlässlich des Beginns des Baus der Berliner Mauer die Politische Runde Wuppertal, die zum festen Programm der Volkshochschule Wuppertal wurde. Sie besteht bis heute. 
Am 12. Juli 1968 heiratete er Ingeborg Nebel. Aus der Ehe gingen zwei Kinder hervor. Seit 1969 war er Direktor des Wuppertaler Abendgymnasiums.
Im September 1976 gründete er das Bergische Kolleg in Wuppertal. Aufgrund seiner Erfahrungen im Zweiten Bildungsweg wurde er mit der Schulaufsicht über die Weiterbildungskollegs des Landes Nordrhein-Westfalen betraut und arbeitete bis zu seiner Pensionierung 1992 als Leitender Regierungsschuldirektor (Dezernent) beim Schulkollegium in Düsseldorf. Ab 1980 hatte Roche einen Lehrauftrag im Fachbereich Geschichte an der Bergischen Universität in Wuppertal. Roche hatte 1990–1997 den Vorsitz in der Bergischen Kunstgenossenschaft (BKG) inne.

## Ehrungen
- 1994: Verdienstorden des Landes Nordrhein-Westfalen für seine Verdienste um die politische Bildungsarbeit für Erwachsene.[6]